# Wijnglas
Een wijnglas is een drinkglas bedoeld om wijn uit te drinken. Er bestaan verschillende soorten glazen die specifiek voor een bepaalde wijn zijn ontworpen. Zo kent men speciale glazen voor rode wijn, witte wijn, sherry, mousserende wijn enzovoort. Per streek en per land kunnen wijnglazen ook van vorm en inhoudsmaat verschillen. De wijnglazen hebben meestal een voetje, een steel en een kelk. De wand van een wijnglas is meestal dun, waardoor de wijn goed bekeken kan worden. Er bestaan echter uitzonderingen, zoals de kristallen wijnglazen uit Ierland (zoals die van het merk Waterford Crystal), die dikker zijn dan de wijnglazen uit België, Frankrijk, Oostenrijk enz.

## Vorm van de kelk
Voor verschillende soorten wijn worden vaak verschillende soorten glazen gebruikt. De vorm van het glas heeft niet direct een invloed op de smaak, maar vaak wel op de smaakbeleving. Uit een fonkelend kristallen glas lijkt wijn beter te smaken dan uit bijvoorbeeld een dof waterglas.
Geslepen glazen en gegraveerde glazen zijn minder doorzichtig dan kristalglazen en daarom niet populair.
Bij champagne- en sektglazen en glazen voor andere mousserende wijnen wordt aan de binnenkant boven de steel weleens een oneffenheid aangebracht. Vanaf deze plaats lijkt dan het koolzuurgas te ontstaan, dat zo als een snoer van belletjes opstijgt. Er zijn vlakke glazen voor champagne - de zogenaamde champagnecoupes ook wel cocktailcoupes - die wijd uitlopen, en hoge glazen - flutes - die een langwerpige kelk hebben. Een flute geldt als meer geschikt dan een coupe, omdat in een coupe de voor champagne kenmerkende koolzuur relatief makkelijk kan ontsnappen.
Voor het beoordelen van wijn zijn er speciale wijnglazen.
Een bekend proefglas is de van Franse origine l'impitoyable (meedogenloos). De kelk van het glas is naar boven toe zeer smal en spits, waardoor de gasbelletjes van de wijn als een straal in de neus komen.
Op veel proeverijen wordt gebruikgemaakt van het ISO-wijnproefglas. Dit overigens naast het wijnbeoordelingssysteem.
Een roemer is een speciaal wijnglas van dikglas met een geribbelde voet en steel. Deze wordt meestal gebruikt voor witte Moesel (groene voet)- of Rijnwijn (bruine voet). Ook het gildeglas is een veelvoorkomend soort wijnglas. Sommige glasfabrikanten zoals Riedel, menen de eigenschappen van een bepaalde wijn er beter uit te kunnen halen door de vorm van het wijnglas speciaal daarop aan te passen.

### Inhoud
Een sherryglas heeft een inhoud van 10 of 12 cl (soms 14cl) en een glas voor een bourgognewijn kan zelfs een halve liter bevatten.
Proefglazen hebben één of twee strepen voor de inhoud van 0,1 en 0,05 liter. Uit een gewone fles wijn van 0,75 liter kunnen dan 15 proefglazen gevuld worden.

## Productie

### Machinaal
De meeste wijnglazen worden tegenwoordig machinaal vervaardigd. In de glasblaasmachine wordt een glasbuis, die aan een kant is afgesloten, in een deelbare mal gebracht en verhit, waarna in de buis perslucht wordt geblazen en het wijnglas wordt gevormd. Daarna wordt het hete glas uit de geopende mal gehaald en de dichte ballonvormige bovenkant eraf geslagen. De scherpe rand wordt vervolgens rond gesmolten en de rand die de mal op de kelk heeft achtergelaten wordt door verhitting uitgevloeid. Alleen de rand op het voetje en de steel blijft nog zichtbaar.
 
De glazen kunnen zijn gemaakt van gewoon glas of van kristalglas.

### Handwerk
Wijnglazen worden ook wel met de hand gemaakt met behulp van een blaaspijp. (zie ook glasblazen).

## Gebruik
Wijnglazen worden doorgaans ongeveer halfvol geschonken. Meestal is dit het breedste punt indien het een kelk-vorm heeft. Het bouquet kan zich het beste ontwikkelen in een glas met voldoende lucht boven het wijnoppervlak. Door kleine ronddraaiende bewegingen van het glas - het zogenaamde walsen - wordt de wijn iets tegen het glas omhoog gebracht, waardoor de vloeistof in beweging komt en het wijnoppervlak wordt vergroot en daarmee het bouqet door de neus optimaal waargenomen kan worden.
Ook de rand van het glas heeft invloed op de smaakbeleving. Vaak is deze dun. De vorm speelt ook een rol, omdat deze de wijn over de lippen en tong in de mond richting geeft en zo contact maakt met de bepaalde smaakpapillen.

## Afwassen
Wijnglazen kan men met warm water en een klein beetje afwasmiddel schoonmaken. Hierna met schoon warm- tot heet water naspoelen, zodat er geen zeepresten achterblijven en met een linnen theedoek afdrogen. Schone glazen bij voorkeur niet op de kop wegzetten, want hierdoor kunnen geurtjes in het glas blijven hangen - of juist ontwikkelen - die een volgend proef-  of drinkmoment negatief beïnvloeden. 

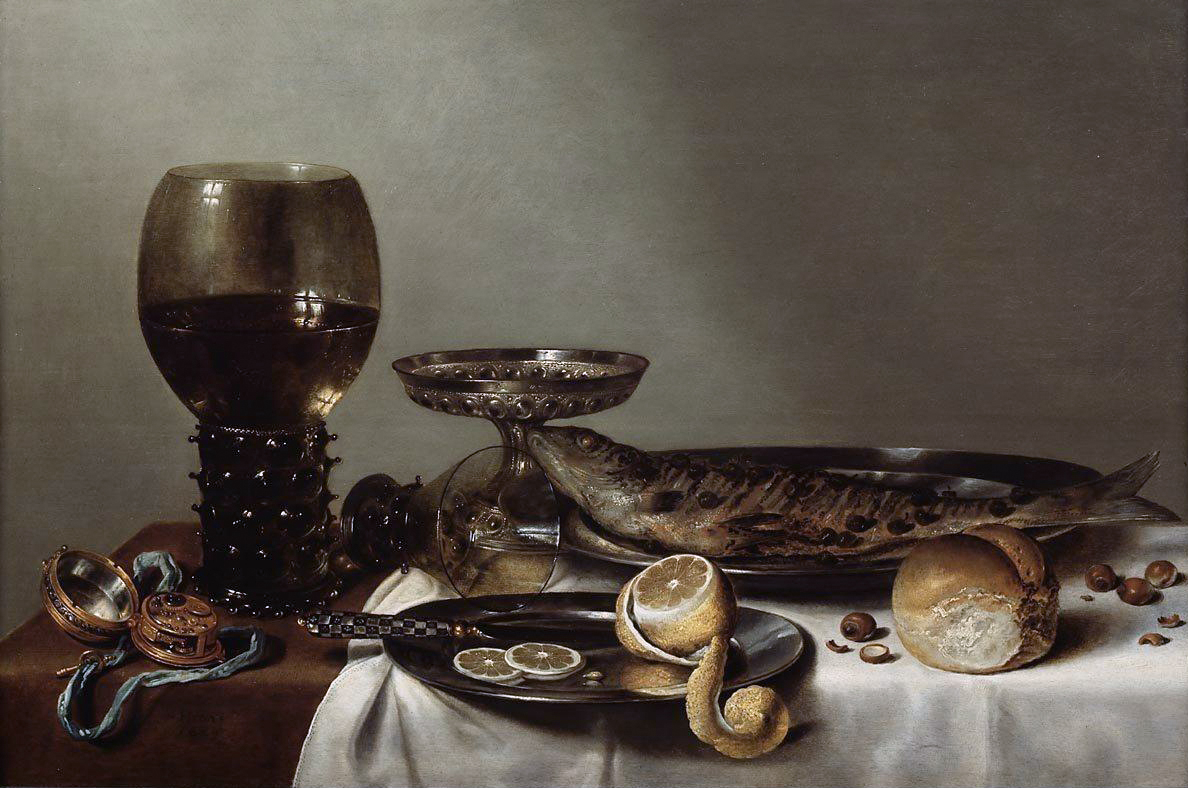
Stilleven Willen Claesz. Heda met roemer (1629)

## Stillevens in de 17e eeuw
In veel stillevens van 17e-eeuwse Nederlandse kunstschilders (bijvoorbeeld Willem Claesz. Heda en Pieter Claesz) zijn roemers te zien. Deze hadden echter een brede voet met noppen erop. De noppen waren een versiering en hadden tevens tot doel om te voorkomen dat het wijnglas uit de (vette) hand gleed.